# Heinrich von Tenner
Heinrich von von Tenner (Hradec Králové, 9 febbraio 1865 – Vienna, 23 gennaio 1949) è stato uno schermidore austriaco.

## Carriera
Partecipò alla gara di sciabola individuale alla Olimpiade 1900 di Parigi dove ottenne il settimo posto.